# Discriminatie tegen autistische mensen

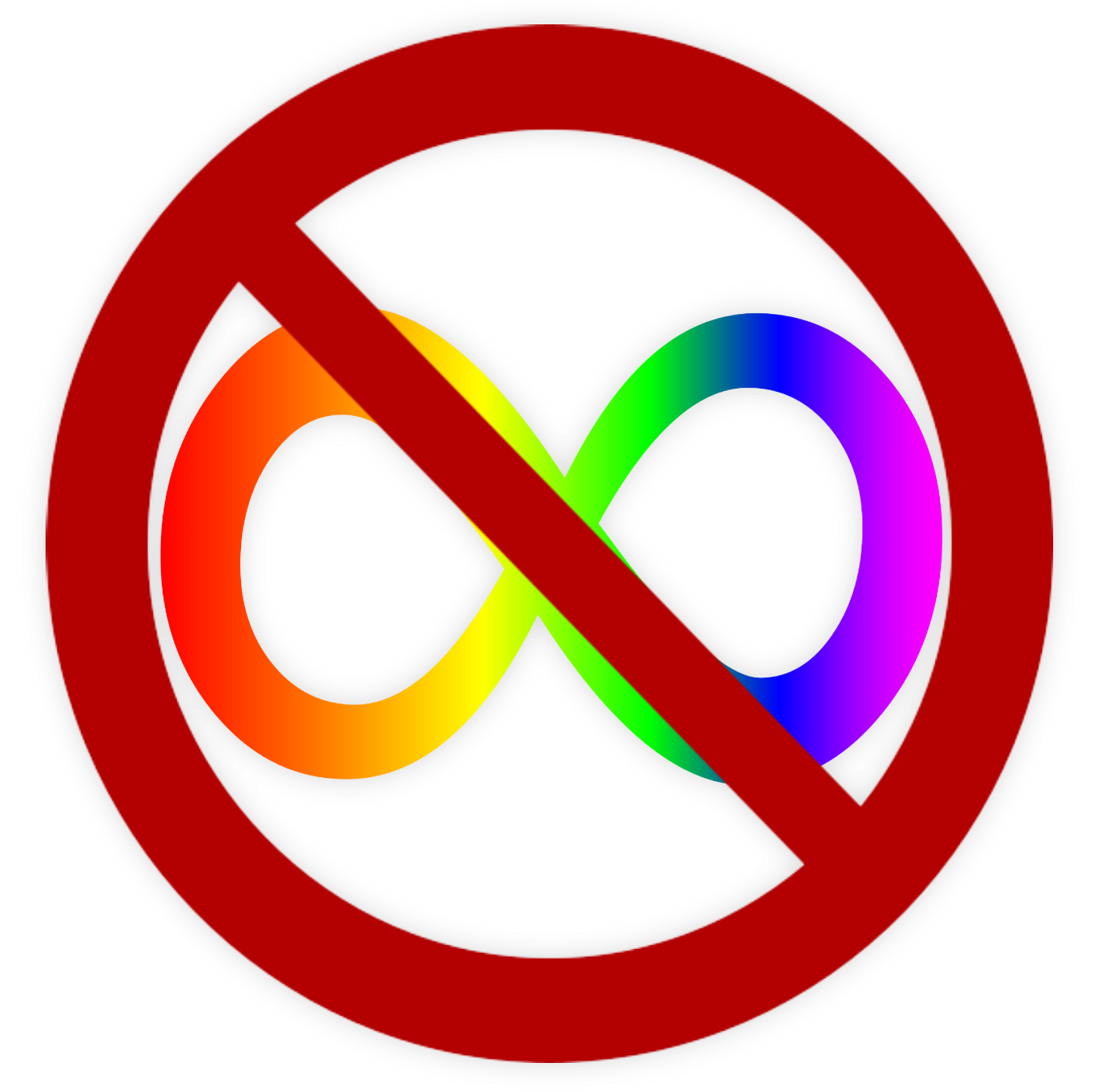
Anti-autisme symbool.

Discriminatie tegen autistische mensen is validisme (discriminatie, marginalisatie en stigmatisering van mensen met een handicap of chronische ziekte), specifiek gericht tegen autistische mensen.

## Oorzaak
Discriminatie tegen mensen met autisme komt in verschillende vormen voor. Autisten hebben vaak last van vooroordelen, ontmoediging of verzwijging. Vooral volwassenen hebben hier last van. Vijftig procent van de volwassenen met autisme geeft aan last te hebben van discriminatie en zestig procent van de volwassenen geeft aan dat ze discriminatie vooral opmerken tijdens hun studie, werk of sollicitaties. Ook kinderen met autisme ervaren discriminatie, vooral in de vorm van pesten. Mensen die autisten discrimineren doen dit vaak op basis van vooroordelen, zoals bijvoorbeeld het vooroordeel dat autisten weinig empathie zouden hebben. Zo zijn sommige mensen er nog steeds van overtuigd dat autisme veroorzaakt kan worden door het BMR-vaccin, een conclusie op basis van een onderzoek dat al lang is ontmaskerd als frauduleus en ingetrokken. Daarnaast bestaan er nog heel wat onjuiste theorieën over wat autisme is of hoe het ontstaat. Dit zorgt er weer voor dat sommige mensen autisten wantrouwen of ze onjuiste hulp aanbieden. Waar mensen met autisme ook vaak last van hebben is stereotypering, bijvoorbeeld dat autisten liever alleen zijn, geen gevoel voor humor hebben en dat autisme een psychische stoornis is.

## Gevolg
De gevolgen voor autisten kunnen groot zijn. Zo delen sommige autisten in een sollicitatie niet mee dat ze autisme hebben, om te voorkomen dat ze toch de functie niet krijgen. Dit kan ook in andere situaties gebeuren waarbij autisme een nadeel kan zijn. Door onjuiste kennis worden autisten soms ook uitgesloten of worden ze gepest. Sommige mensen vermijden ook samenwerking met autistische collega's, omdat ze denken dat autisten dat niet kunnen. Ook hebben autisten door vooroordelen van anderen soms moeite als ze een relatie willen.

## Stigmatisering van autisme in het publieke debat
Er zijn voorbeelden van bekende mensen die stigmatiserende uitspraken hebben gedaan over autisme, met name tijdens de coronapandemie. Donald Trump heeft zo in 2015 tijdens een Republikeins debat beweerd dat vaccinaties een 'autistische epidemie' zouden veroorzaken. Robert F. Kennedy jr. noemde de stijgende aantallen autismegevallen een 'persoonlijke tragedie' en 'rampzalig voor het land'. Hij gelooft dat autisme te voorkomen is en ziet het als onderdeel van een bredere 'epidemie van chronische ziekten' die volgens hem kinderen en gezinnen 'verwoest'. Verder noemde de Nederlandse columnist Leon de Winter de Zweedse autistische klimaatactivist Greta Thunberg "een meisje dat nu onder het mom van klimaatpassie publiekelijk haar ziektes uitleeft".

## Positieve discriminatie
Autisten kunnen ook te maken krijgen met positieve discriminatie. Zo nemen sommige werkplekken enkel of voornamelijk mensen met autisme aan.